# Brunsting
Brunsting est un village situé dans la commune néerlandaise de Midden-Drenthe, dans la province de Drenthe. Le 1er janvier 2004, le village comptait 100 habitants.